# Trịnh Thị Ngọc Lữ
Trịnh Thị Ngọc Lữ (chữ Hán: 郑氏玉侣; ? – ?), nhiều tài liệu chép là Trịnh Thị Lữ, còn được gọi là Quận vương mẫu Trịnh Thần phi, là một người vợ của Bình Định vương Lê Lợi, thủ lĩnh của cuộc khởi nghĩa Lam Sơn, sau này đăng cơ trở thành vua Lê Thái Tổ.

## Xuất thân
Theo Đại Việt thông sử của Lê Quý Đôn, bà là người làng Bái Đê, huyện Lôi Dương (nay là làng Bái Đô, xã Xuân Bái, huyện Thọ Xuân, Thanh Hóa). Bà sinh ra Quận vương Lê Tư Tề, con trai trưởng của Lê Lợi. Dân gian kể rằng, bà Ngọc Lữ là con nhà hào trưởng, lấy Thái Tổ năm 20 tuổi, năm sau hạ sinh Tư Tề, và sau đó là một người con gái đặt tên là Đào Nữ.

## Thời kỳ chinh chiến
Ngoài bà Ngọc Lữ, Thái Tổ còn hai người vợ được biết đến, là Phạm Thị Ngọc Trần và Phạm Thị Nghiêu, nhưng theo Đại Việt thông sử, ông không lập ai làm chính thất. Trong những năm tháng khởi nghĩa, bà Ngọc Trần vì nước nên đã tuẫn tiết năm 1425, còn bà Nghiêu thì đã bị quân Minh bắt đi trước đó, chỉ còn mỗi bà Ngọc Lữ theo hầu Thái Tổ cho đến khi ông giành lại được đất nước.
Hành trạng của bà Ngọc Lữ không được chính sử nhắc đến nhiều. Lê Triều ngọc phả có đoạn chép về việc bà Ngọc Lữ phát hiện ấn báu của thần nhân như sau: "Đế hậu là Trịnh Thị Ngọc Lữ ra vườn cải, thấy một dấu chân người to, lại nhìn thấy một chuông, trên có gờ. Hoàng hậu thất kinh, gọi đế Lê Lợi ra xem, thấy đó là ấn báu dài 7 tấc 8 phân, ngang 7 tấc, 5 phân gờ cao 1 tấc phân, đường kính 1 tấc 4 phân, bên trái có chữ "Thuận thiên Lê Lợi"". Dù sử sách không chép rõ, nhưng có thể thấy, bà Ngọc Lữ đã góp phần không nhỏ trong việc chăm lo hậu cần cho nghĩa quân chống giặc.
Con trai của bà, Lê Tư Tề, là người tính khí dũng cảm, ham giết giặc, được giao cho chức Thị trung. Còn người con gái Đào Nữ, theo lời kể của dân gian, trong lần tướng Minh là Mã Kỳ đem quân vây bắt, bà Ngọc Lữ đã giao con gái cho một người dân nuôi dưỡng, về sau không rõ tung tích. Về chuyện Lê Lợi bị lạc mất một người con gái, Đại Việt sử ký toàn thư có chép như sau: "Tháng 11, ngày mồng 1, vua sai bọn Đỗ Như Hùng sanh nhà Minh [...]. Trước kia, trong buổi loạn ly, vua bị lạc mất người con gái nhỏ mới lên 9 tuổi. Viên nội quan nhà Minh là Mã Kỳ đem về nuôi, rồi đưa về Yên Kinh tiến làm cung tỳ. Đến đây, vua sai sứ sang xin về". Dù không đề cập đến tên, nhưng người con gái này không ai khác ngoài công chúa Đào Nữ, vì người con gái còn lại của Lê Lợi là công chúa Ngọc Châu còn sống đến khi trưởng thành, và được sử sách ghi lại là hạ giá lấy con trai của tướng Bùi Bị.

## Quốc thái mẫu
Sau khi kháng chiến thắng lợi (năm 1428), Lê Lợi lên ngôi vua, phong cho Lê Tư Tề tước vị Quận vương, rồi ban cho kim sách tạm lập làm Quốc vương trông coi việc nước. Bà Ngọc Lữ vì thế được phong làm Quốc thái mẫu. Lúc bây giờ, nhà vua nhiều bệnh nên giao việc chính sự cho Quốc vương Tư Tề quyết định, nhưng Tư Tề hay giết bừa các tỳ thiếp, bị cho là mắc bệnh điên nên dần không được lòng vua cha.
Năm Thuận Thiên thứ 6 (1433), vua gọi Thiếu úy Lê Khôi vào điện bàn việc lập người kế vị. Khôi cho là nên lập hoàng tử thứ hai là Nguyên Long (tức vua Lê Thái Tông sau này), con của bà Ngọc Trần, làm Thái tử. Tháng 8 (âm lịch) năm đó, vua giáng Tư Tề xuống tước Quận vương, ban chiếu lập Nguyên Long kế thừa đại thống. Trịnh Quốc mẫu cũng bị giáng làm Quận vương mẫu.
Năm Thiệu Bình thứ nhất (1434), có đám thị nữ đến tâu với vua Lê Thái Tông rằng, Quận vương Tư Tế tỏ ra bất mãn, hay nói điều càn gở. Đến năm thứ 5 (1438), vua phế truất Tư Tề làm thứ dân, bà Ngọc Lữ cũng bị giáng làm Thần phi. Tư Tề mất ngay cùng năm đó.
Kể từ đó, Trịnh Thần phi không còn được sử sách nhắc đến. Bà mất vào khoảng những năm Thái Hòa (1443 – 1453) dưới thời vua Lê Nhân Tông. Đền thờ của bà Thần phi được dựng ngay tại quê nhà ở Thanh Hóa.